# Jadwinów (Jasionna)
Jadwinów – część wsi Jasionna w Polsce położona w województwie świętokrzyskim, w powiecie jędrzejowskim, w gminie Jędrzejów.
W latach 1975–1998 Jadwinów należał administracyjnie do województwa kieleckiego.